# Curtea Supremă de Justiție a Republicii Fiji
Curtea Supremă de Justiție a Republicii Fiji este una dintre cele trei instanțe înființate de capitolul 9 al Constituției acum abrogate, celelalte fiind Înalta Curte și Curtea de Apel. Curtea Supremă este declarată „instanța de apel finală a statului” - cu alte cuvinte, nu există o autoritate judiciară mai mare decât Curtea Supremă. În acest sens, Curtea Supremă preia funcțiile de apel îndeplinite anterior de Comitetul judiciar al Consiliului Privat al Regatului Unit înainte ca Fiji să devină republică în 1987.
Constituția a dat Curții Supreme competența exclusivă să audieze și să stabilească contestațiile din toate hotărârile definitive ale Curții de Apel. Cazurile nu pot fi înaintate în fața Curții Supreme de către persoane fizice; numai Curtea de Apel ar putea decide să adreseze un caz către Curtea Supremă sau ar putea face acest lucru Curtea Supremă înșiși. Această instanță are competența de a examina, modifica, confirma sau infirma deciziile Curții de Apel, poate dispune rejudecări și poate acorda cheltuieli de judecată inculpaților și reclamanților. Deciziile Curții Supreme sunt obligatorii pentru toate instanțele subordonate. La propria discreție, Curtea Supremă poate revizui orice hotărâre sau decizie pe care a pronunțat-o anterior.
Secțiunea 123 l-a autorizat pe președintele Fiji, la sfatul Cabinetului, să solicite Curții Supreme să se pronunțe asupra unor dezacorduri reale sau potențiale referitoare la Constituție. Curtea Supremă este obligată să-și pronunțe opinia în instanță deschisă.
Curtea Supremă este formată din Judecătorul-Șef, care este, de asemenea, președintele Curții Supreme, toți judecătorii Curții de Apel (care sunt și membri ai Curții de Apel) și alții desemnați în mod special ca judecători ai Curții Supreme. Magistrații de rang inferior, care sunt la Înalta Curte și la Curtea de Apel, nu sunt membri ai Curții Supreme. Secțiunea 129 din Constituție spune că „Un judecător care a fost prezent într-un proces care face obiectul apelului la o instanță superioară nu trebuie să se prezinte în apel”. Întrucât calitatea de membru al Curții Supreme se suprapune în mare măsură cu cea a Curții de Apel și a Înaltei Curți, această clauză este introdusă pentru a preveni conflictul de interese.